# Megametopon grisolaria
Megametopon grisolaria is een vlinder uit de familie spanners (Geometridae). De wetenschappelijke naam is voor het eerst geldig gepubliceerd in 1848 door Eversmann.
De soort komt voor in Europa.